# Hyptis colubrimontis
Hyptis colubrimontis là một loài thực vật có hoa trong họ Hoa môi. Loài này được Epling & Játiva mô tả khoa học đầu tiên năm 1967.